# デモンズ2
『デモンズ2』（Dèmoni 2: L'incubo ritorna）は、閉鎖された映画館で悪魔と戦う人々を描いた『デモンズ』の続編である。この後にも『6』まで出ているが『3』からは日本の配給会社が勝手にデモンズと名づけたものであって、正式な『デモンズ』は『2』で終わりとなる(『3』は当初シリーズ3作目として企画されていた)。そのため『3』以降の作品は「悪魔と戦う」というコンセプトとは全く違った作品になっている。プロデューサーはダリオ・アルジェント、監督は前作と同じランベルト・バーヴァ。公開は1986年。日本では1987年にビデオリリース。日本でも劇場限定公開された。
ダリオ・アルジェントの娘アーシア・アルジェントの映画デビュー作としても知られている。

## ストーリー
舞台はとある高層マンション。完全オートロック制で警備員が常駐するセキュリティがしっかりしたマンション。地下には最新の機器がそろったトレーニングジムが入っており多くの人が汗を流し、サウナや日焼けサロンも入っている。そのマンションの10階に住むサリーの16歳の誕生日を祝おうと友人達がたくさん集まり、ロック調の音楽をガンガン流し盛り上がっていた。サリーの両親は娘の誕生パーティの為外食中。サリーの部屋に流れる音楽は隣に住む、ジョージと出産間近の妊婦である夫人のハンナ夫妻の部屋にまで届いていた。
しかし誕生パーティーの主役のサリーは衣装が決まらずいらいらしていた。おまけに嫌っているジェイコブの訪問を男友達が勝手に了承してしまい、サリーのいらいらは最高潮に達する。サリーは一人別室にこもりテレビを見始め、デモンズを若者4人が復活させると言う内容で、留守番少年も、犬を飼っている中年女、イングリットという少女もこの番組を見ていた。
あまりの面白さに「悪魔なんて」といいながら夢中で見ていたサリー。なんと復活したデモンズがブラウン管を突き破りサリーに襲い掛かった。デモンズにはテレビの画面の中から実体化できる能力が有るようだ。その頃サリーの友人達はバースデーケーキのロウソクに火を付け主役の登場を待っていた。友人に呼ばれたサリーはデモンズにやられた傷が疼く中ローソクの火を消した。血管が浮き上がり我慢できなくなったサリーは男友達の腕をつかむ。驚く男友達。サリーの爪が伸び自分の腕に食い込んでいるではないか。そしてサリーは歯が抜け落ち牙が生えデモンズになってしまう。慌てて友人達は逃げ出そうとするがどういうわけかドアが開かない。
デモンズになってしまったサリーはパーティーに来ていた友人達を次々と襲い、デモンズが増殖してしまう。そんな中、隣に住むハンナがケーキを分けて貰おうとサリーの部屋のベルを押すが反応がない。幸いなことにガンガン流れていた音楽がベルの音を掻き消したのだ。ハンナは仕方なく部屋に戻ってジョージにケーキを買いに行ってもらうことにした。
サリーがうめき声をあげると大量の血が噴出し床にしたたり落ちた。デモンズの血は酸のような性質を持っており床下の配線を焼き切ってしまった。更にサウナで汗を流していた男に天井から落ちてきた血がかかりデモンズに変身して隣の日焼けサロンにいた女性を襲った。中年女が飼っている犬も天井からしたたり落ちてきた血を舐めデモンズに変身し、飼い主に襲い掛かる。
警備員は突然停電になってしまった為復旧を呼ぶため電話するものの電話も通じなくなってしまう。
停電を機にトレーニングをやめた人達がロッカールームで着替えていると、ジムに残っていた人間達の悲鳴が聞こえてきた。慌ててトレーナーのハンクが見に行くとジムに残っていた数人がデモンズに襲われていた。バーベルをデモンズに投げつけロッカールームにいた人達と共に逃げる。がしかし完全オートロック制の扉は停電のせいで開かなくなっていた。防弾仕様の二重構造の為バーベルや植木鉢を投げつけてもガラスは割れない。ハンクは皆を駐車場に誘導する。
駐車場の出入り口も閉まっていて車をぶつけても開かなかった。そうこうしているうちに他の住人達も駐車場に逃げ込んできた。なんとか出入り口を開けようと努力するが何をしても開かなかった。ハンク達はバリケードを築きデモンズ達と戦う事を決意する。やがてデモンズ達が駐車場にやってきた。ハンク達は応戦するもののデモンズ達の驚異的なパワーの前になすすべもなく全滅してしまう。イングリットだけは父親によって車内に匿われたが、その父親も奮闘虚しく娘の目の前で力尽きてしまう。車内に残されたイングリットの周りに群がるデモンズたち。するとまだ階上に生存者がいることに気づき、デモンズたちはイングリットを置き去りにしてその場を去ってしまう。
その頃ジョージはコールガールと共にエレベーターに閉じ込められてしまい身動きがとれなくなっていた。やっとのことで助けに来た警備員も襲われてしまい、なんとかエレベーターの天井に逃れたジョージは、コールガールに声をかけられ引き上げようと手を差し伸べる。直後、デモンズ化したコールガールが襲い掛かってきた。間一髪のところで手を引っ込めたジョージはそのままエレベーターを支えるワイヤーを上って逃げ、追ってきたコールガールのデモンズを何とか倒すことに成功する。こうしてエレベーターから脱出したジョージはハンナの元に急いだ。留守番少年もまた天井からしたたり落ちてきた血を浴びデモンズに変身し、ハンナに襲い掛かるもハンナの反撃にあい倒される。すると少年のお腹からアキロン大王が誕生し、ハンナに襲い掛かる。するとジョージが間一髪で現れ玄関にあった傘で怪物を退治しハンナと二人で屋上から逃げることにした。
逃げ出す前にジョージはデモンズ達を全滅させようとハンナを一人残し階段を降り、踊り場に置いてある機械をこじ開けガスが吹き出るようにしてデモンズ達を待った。何も知らないデモンズ達がその機械の前に差し掛かったと同時にジョージは火がついたライターを投げ爆発を起こす。デモンズ達は爆発に巻き込まれ全滅した。
ハンナがサリーの部屋に入ると男女が二人飛び出てきた。サリーの友人でクローゼットに隠れ難を逃れたのだ。ジョージとハンナとサリーの友人二人は4人で屋上に向かうが途中男友達がデモンズに変身してしまう。ジョージが持っていたバールで応戦し、デモンズを階段から一階へ突き落とした。
屋上にたどり着きジョージとハンナが非常用のロープで降りる準備をしているとサリーの女友達までもデモンズに変身してしまう。ジョージがデモンズを突き落とし退治する。その頃全滅したはずのデモンズ達の中からサリーが立ち上がり屋上に向かう。
ロープで降り始めたジョージとハンナ。もうすぐ脱出できるという時にサリーがジョージ達が降りているロープを使いものすごい速さで降りてきた。なんとかサリーが追いつく前に地上に降り立つことができたジョージとハンナ。サリーが地上に降り立つのを待ち構えてジョージがパイプでサリーを突き刺し退治する。ほっと一息つくとハンナが産気づいてしまった。
とりあえず隣のビルに行くとそこは無人のテレビ局だった。惨劇があったのは自分たちのマンションだけと確認し、ハンナはそこで無事男の子を出産した。ジョージが赤ん坊の為に水を取りに行くとサリーがやってきたが、既に目が見えずサリーは息絶えた。そしてモニターのほうを見るとサリーが走ってこちらに向かってくる映像が映し出された。一度は死んだサリーがテレビ画面から復活しようとしたのだ。ジョージはバールでモニターを破壊する。これですべてが終わったのだ。二人は朝日が差し込める中赤ん坊を抱き去っていくのであった。

## キャスト
| 役名                          | 俳優                               | 日本語吹替                                                   |
| 役名                          | 俳優                               | テレビ東京版                                                 |
| ----------------------------- | ---------------------------------- | ------------------------------------------------------------ |
| ジョージ                      | デヴィッド・ナイト                 | 井上和彦                                                     |
| ハンナ                        | ナンシー・ブリリ                   | 高島雅羅                                                     |
| サリー                        | コラリーナ・カタルディ・タッソーニ | 一城みゆ希                                                   |
| イングリット                  | アーシア・アルジェント             | 佐々木るん                                                   |
| ハンク                        | ボビー・ローデス                   | 朝戸鉄也                                                     |
| メアリー                      | バージニア・ブリアント             | 滝沢久美子                                                   |
| 留守番少年 （デモンズ変身後） | ダヴィデ・マロッタ                 | 吉田美保                                                     |
| 警備員                        | パスカリーノ・ソレム               | 喜多川拓郎                                                   |
| サリーの父親                  | ランベルト・バーヴァ               | 西村知道                                                     |
| その他                        | N/A                                | 牛山茂 鈴木勝美 光野栄里 飛田展男 色川京子 小山武宏 石井敏郎 |
| 日本語版制作スタッフ          |                                    |                                                              |
| 演出                          | 演出                               | 田島荘三                                                     |
| 翻訳                          | 翻訳                               | たかしまちせこ                                               |
| 調整                          | 調整                               | 近藤勝之                                                     |
| 効果                          | 効果                               | PAG                                                          |
| 担当                          | 担当                               | 小嶋尚志                                                     |
| プロデューサー                | プロデューサー                     | 石川博 中村豊志 （テレビ東京）                               |
| 配給                          | 配給                               | 日本ヘラルド                                                 |
| 制作                          | 制作                               | テレビ東京 コスモプロモーション                              |
| 制作協力                      | 制作協力                           | 武市プロダクション                                           |
| 解説                          | 解説                               | 木村奈保子                                                   |
| 初回放送                      | 初回放送                           | 1989年4月27日 『木曜洋画劇場』                               |

- 日本語吹替は2022年7月13日発売のUltra HD Blu-rayとBlu-rayに収録。